# Priapea

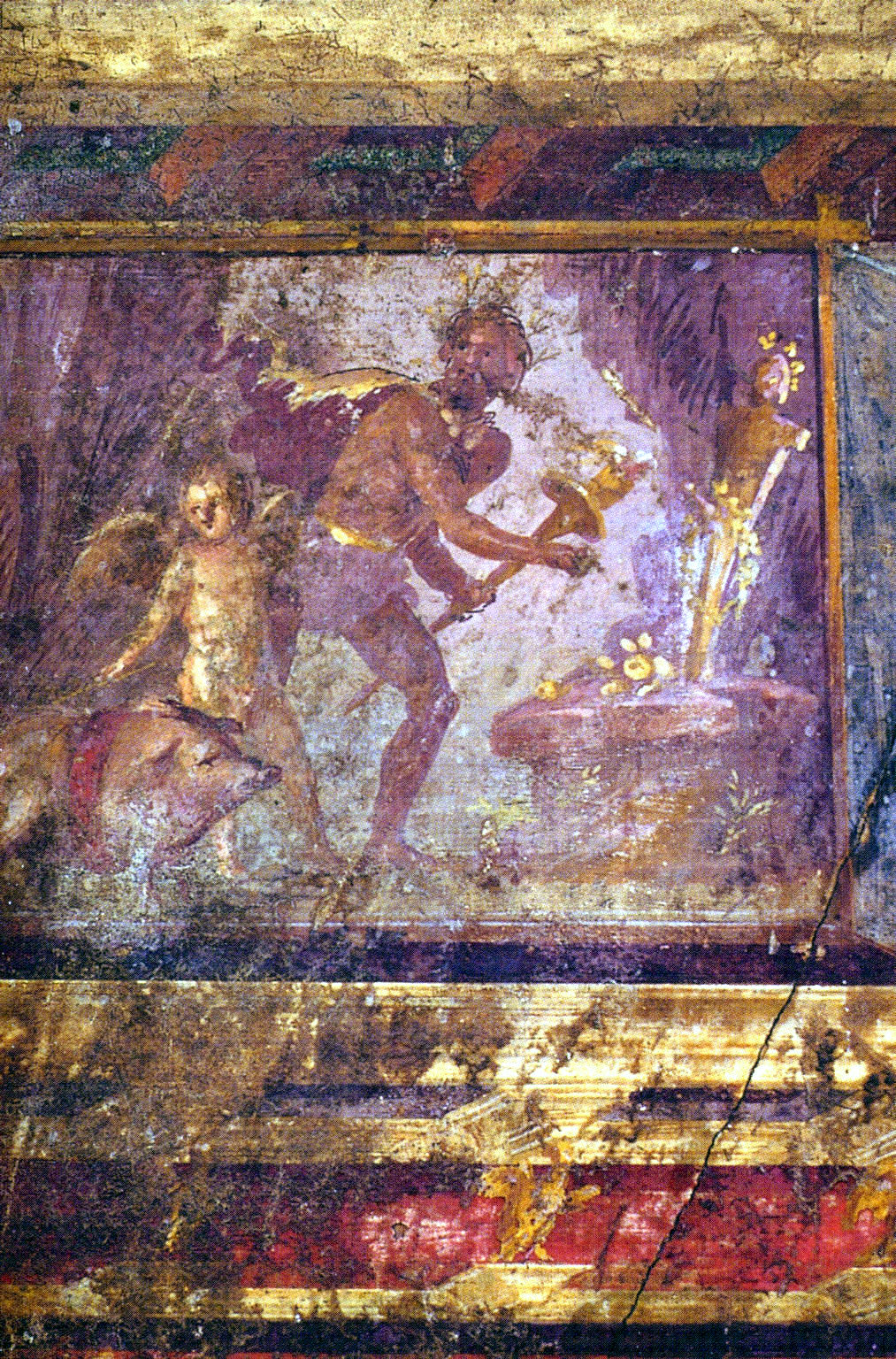
Nächtliches Opfer an Priapus. Fresko aus der Mysterienvilla in Pompeji.

Die Priapea, auch Carmina Priapea, Priapeia, Carmina Priapeia oder Corpus Priapeorum genannt, ist eine von einem anonymen antiken Autor zusammengetragene Sammlung von 80 (in manchen Ausgaben auch 95) Gedichten erotischen Inhalts. Den Namen haben die Gedichte von dem durch einen übergroßen Phallus gekennzeichneten Gartengott Priapus. Bekannte antike Dichter wie Vergil, Horaz, Ovid oder Martial haben Priapus ebenfalls in Gedichten besungen. Auch im Humanismus wurden die Priapea rezipiert.

## Ausgaben
- Emil Baehrens: Poetae Latini minores. Band 1, B. G. Teubner, Leipzig 1879, S. 54–87 (lateinisch, Digitalisat).
- Leonard C. Smithers, Richard Burton: Priapeia, sive, Diversorum poetarum in Priapum lusus, or, Sportive epigrams on Priapus. Selbstverlag, London 1890 (englisch, online).
- Alexander von Bernus: Carmina Priapeia. In Nachdichtung von Alexander von Bernus mit einer kritischen Einführung von Adolf Dannegger. Privatdruck des Verlages Schuster & Loeffler, Berlin / Leipzig 1905.
- Bernhard Kytzler: Carmina Priapea. Gedichte an den Gartengott (Bibliothek der Alten Welt). Artemis, München / Zürich 1978, ISBN 3-7608-3651-8 (deutsch/lateinisch).
- Christiane Goldberg: Carmina Priapea. Einleitung, Übersetzung, Interpretation und Kommentar (Wissenschaftliche Kommentare zu griechischen und lateinischen Schriftstellern). C. Winter, Heidelberg 1992, ISBN 3-533-04570-6.
- Niklas Holzberg: Carmina Priapea. Griechisch-lateinisch-deutsch. Herausgegeben und übersetzt von Niklas Holzberg (Sammlung Tusculum). De Gruyter, Berlin 2021, ISBN 978-3-11-075136-9; Online-Ausgabe: ISBN 978-3-11-075137-6